# ポデンツァーノ
ポデンツァーノ（伊: Podenzano）は、イタリア共和国エミリア＝ロマーニャ州ピアチェンツァ県にある、人口約9,100人の基礎自治体（コムーネ）。

## 地理

### 位置・広がり

#### 隣接コムーネ
隣接するコムーネは以下の通り。
- ゴッソレンゴ
- ピアチェンツァ
- ポンテヌーレ
- リヴェルガーロ
- サン・ジョルジョ・ピアチェンティーノ
- ヴィゴルツォーネ

### 気候分類・地震分類
ポデンツァーノにおけるイタリアの気候分類 (it) および度日は、zona E, 2687 GGである。
また、イタリアの地震リスク階級 (it) では、zona 3 (sismicità bassa) に分類される。

## 行政

### 分離集落
ポデンツァーノには、以下の分離集落（フラツィオーネ）がある。
- Albone, Altoè, Casoni, Gariga, La Crocetta, Maiano, San Polo, Turro, Verano

## 姉妹都市
- Hajdúdorog、ハンガリー
- Kanibonzon、マリ共和国